# دین گیتارز
دین گیتارز (به انگلیسی: Dean Guitars) یک شرکت تولیدکننده گیتار آمریکایی است که در سال ۱۹۷۶ میلادی در شیکاگو، ایلینوی توسط دین زلینسکی زمانی که تنها ۱۷ سال داشت تأسیس شد و در حال حاضر و بعد از اواخر دههٔ ۹۰ در تملک مؤسسه آرمادیلو در فلوریدا درآمده است.
نوازندگان مطرحی همچون مایکل شنکر، یولی جان روث، مایکل آنجلو بتیو، دیو ماستین، مایکل اموت، ساشا گرستنر، وینی مور، جان کانولی و… از گیتارهای ساخته شده توسط دین گیتارز استفاده می‌کنند اما بدون شک شرکت دین بیشترین شهرت خود را مدیون نوازنده گیتار گروه پنترا یعنی دایمبگ دارل است.